# Coluziune
Coluziunea este un termen juridic care se definește ca un acord între două sau mai multe părți, uneori, ilegal, prin urmare secret, pentru a limita libera concurență prin înșelătorie sau lipsirea altora de drepturile lor legale, sau pentru a obține un obiectiv interzis prin lege, de obicei, prin fraudarea sau câștigarea unui avantaj inechitabil pe piață. Este un acord între firme sau persoane fizice pentru a împărți o piață, pentru a stabili prețuri, pentru limitarea producției sau limitarea oportunităților.
Aceasta poate implica „stabilirea salariului, mita, sau denaturarea independenței dintre părțile concertante”. Din punct de vedere juridic, toate actele efectuate în coluziune (complicitate) sunt considerate nule..

## Definiție
În studiul economiei de piață și al concurenței, complicitatea are loc în industrie atunci când companiile rivale cooperează spre beneficiul lor reciproc. Coluziunea de cele mai multe ori are loc în structura pieței de oligopol, în care decizia câtorva firme de a cădea la înțelegere poate avea un impact semnificativ pe piață în întregul ei. Cartelurile sunt un caz special de complicitate pe față. Coluziunea pe față, pe de altă parte, este cunoscută sub numele de complicitate tacită și, în multe state, este legală.

## Variante
Potrivit teoriei neoclasice a determinării prețurilor și teoriei jocului, independența furnizorilor împinge prețurile la minimul lor, creșterea eficienței și scăderea prețului determinând creșterea calității activității fiecărei firme în parte. Cu toate acestea, în cazul în care firmele se înțeleg să crească prețurile, pierderea de vânzări este minimă, întrucât consumatorilor le lipsește posibilitatea de a opta pentru prețuri mai mici. Acest lucru aduce beneficii firmelor complice, dar prejudiciază eficiența economică la nivelul societății.
O variantă a acestei teorii tradiționale este teoria de torsionării cererii. Firmele se confruntă cu o torsiune a curbei cererii dacă, atunci când o firmă scade prețurile, alte firme o urmează în scopul de a menține vânzările; sau atunci când o firmă își mărește prețurile, rivalii săi este puțin probabil că o vor urma, pentru că ar pierde în vânzări câștigurile pe care altfel le-ar obține prin menținerea prețurilor la nivelul anterior. 

## Indicatori
Practicile care sugerează o posibilă complicitate includ:
- Prețuri uniforme
- O penalizare pentru reduceri de preț
- Preaviz de modificări de preț
- Schimbul de informații

## Exemple
Coluziunea este în mare parte ilegală în Statele Unite ale Americii, Canada și cele mai multe dintre țările UE, conform legilor antitrust, dar complicitatea implicită sub forma dirijării prețurilor și a înțelegerii tacite are încă loc. 

## Bariere
Pot exista bariere semnificative împotriva complicității. În orice industrie, pot fi bariere precum:
- Numărul firmelor. Când numărul firmelor în industrie crește, complicitatea este mult mai dificil de organizat cu succes.
- Diferențele dintre firme privind costurile și nivelul cererii: dacă costurile variază în mod semnificativ între firme, ar putea fi imposibil de stabilit un preț convenabil tuturor.
- Încălcarea acordului între firmele complice: este foarte profitabil să încalci acordurile asupra prețurilor; deși scăderea prețurilor ar putea declanșa un război al prețurilor, pe termen scurt, firma trădătoare poate câștiga considerabil. Acest fenomen este frecvent menționat ca chiseling (în engleză: cizelare, dăltuire).
- Intrarea de firme noi în industrie, stabilind o nouă referință de preț și eliminând complicitatea/coluziunea (deși legile și tarifele anti-dumping pot împiedica companiile străine să intre pe piață).
- Recesiunea economică: creșterea costului total mediu sau o scădere veniturilor oferă un stimulent pentru a concura cu firmele rivale, în scopul de a asigura o cotă mai mare de piață și o creștere a cererii.
- Stabilirea unui cadru juridic anticoluziune și urmărirea penală.